# Serge Zaka
Serge Zaka, né le 23 avril 1989 au Liban, est un ingénieur agronome, docteur en agroclimatologie et chasseur d'orages franco-libanais. 
Après ses études, il se fait connaître en tant que lanceur d'alerte sur les impacts du changement climatique sur la production agricole (en). Il remporte grâce à l'une de ses photos d'orages le prix Weather Photographer of the Year 2021, ce qui le fait connaître du grand public. Très présent sur Twitter, il tente de sensibiliser aux effets du changement climatique et de lutter contre les discours climatosceptiques.

## Biographie

### Jeunesse et formation
Au début des années 1990, la famille Zaka fuit la guerre du Liban et s’installe en France. Dès l’âge de 8 ans, le jeune Serge se passionne pour la météorologie et commence une série de bulletins climatiques manuscrits qu’il tiendra pendant 10 ans, toutes les 30 minutes[réf. nécessaire].
En 2002, à 13 ans, il rejoint l’association des passionnés de météorologie Infoclimat dont il devient, à partir de 2010, administrateur. En parallèle, il se lance dans la « chasse aux orages »,. Il obtient son diplôme d’ingénieur agronome à Agrosup’Dijon (actuel Institut Agro Dijon) et poursuit ses études par un doctorat en « biologie de l’environnement, des populations et écologie » à l'université de Poitiers. Il rejoint également la cellule Agroclim mise en place par l'Institut national de la recherche agronomique (INRA). 

### Carrière scientifique
Il démarre une thèse de doctorat visant à étudier l’impact de la température sur les espèces fourragères à partir d’expérimentations en chambres de culture et de modélisations à l’INRA de Lusignan, spécialisée en écophysiologie végétale. Il se spécialise dans l’impact des paramètres climatiques, notamment le stress thermique,, et hydrique, obtient le grade de docteur spécialisé en agroclimatologie le 30 mars 2016, puis entame sa carrière de chercheur à ITK (Intelligence Technology Knowledge) à Montpellier, entreprise de développement logiciel au service de l'agriculture,.

### Engagement dans la vulgarisation
Le 28 juin 2019, il fait ses débuts dans les médias en intervenant sur ce qu’il appellera l’« effet sèche-cheveux » sur la végétation, conséquence de très fortes températures couplées à du vent. 
Fin mars 2021, il se fait connaître dans les milieux agricoles et politiques, notamment du ministre de l’Agriculture Julien Denormandie, en étant à l’origine de nombreuses alertes précoces des impacts du gel sur la production agricole. Déçu par l'absence de dialogue entre les différentes spécialités d'étude, l'agronomie et la climatologie en tête, il se donne pour objectif de réunir à la même table les différents spécialistes, notamment par la vulgarisation des thèses scientifiques au grand public.
Sa présence sur les réseaux sociaux, en tête desquels Twitter, où il dit « [toucher] des centaines de milliers de personnes », le font connaître parmi les professionnels du secteur de l'agriculture. À partir de 2021, il anime de nombreuses conférences face aux différents acteurs économiques, comme les entreprises agroalimentaires et la filière viticole.
À la suite de sa forte médiatisation, il se rend compte de la forte présence des discours climato-sceptiques dans l'espace public, en particulier sur les réseaux sociaux,. Il s'investit alors de plus en plus dans la vulgarisation pour le grand public et la lutte contre les thèses climatosceptiques.
En avril 2024, intervenant dans les médias à la suite d'une vague de gel, tentant d'expliquer pourquoi le froid ressenti ne remet pas en cause le changement climatique dans son ensemble, il est ciblé par de nombreux messages insultants provenant de comptes climatodénialistes, pour certains appartenant à des personnalités publiques.
Régulièrement remarqué pour son chapeau et pour son apparence évoquant un cow-boy, celle-ci est également visée, dans le but de le discréditer.
Le 5 mars 2025, HarperCollins publie son livre, Orages sur le climat, co-écrit avec l'écrivain Jérémie Szpirglas.

## Prix
En octobre 2021, sa photo Lightning from an Isolated Storm over Cannes Bay, qui montre l'impact d'un éclair au-dessus de la baie de Cannes remporte le 1er prix du public et le 3e prix du jury du meilleur photographe d’évènement météorologique du monde, lors concours Weather Photographer of the Year 2021 organisé par la Royal Meteorological Society et AccuWeather. Cela le fait connaître du grand public.